# Santa María de Castelldefels
Santa Maria de Castelldefels es una iglesia del municipio de Castelldefels (Bajo Llobregat). Está incluida en el inventario del Patrimonio Arquitectónico de Cataluña.

## Descripción
Es una iglesia de tres naves separadas por pilares, con un ábside semicircular y una pequeña capilla, también semicircular, dedicada al baptisterio, a los pies de la nave izquierda.
Lo más significativo de la estructura es el alzado de la nave central, con una cubierta a dos aguas sostenida por unas especiales cerchas de madera, de diseño trilobulado. La fachada, de líneas neorrománicas, perdió el campanario, que ha sido sustituido por una obra nueva de hierro, en contraste. En el interior hay pinturas de Josep Serrasanta.

## Historia
Con la compra del Castell de Fels (Castillo de Castelldefels) por parte de la familia Girona, la antigua parroquia (ubicado al lado del castillo) perdió su función. Por este motivo, Manuel Girona sufragó la construcción de la nueva, iniciada en 1903 y llevada a cabo por Enric Sagnier i Villavecchia. Fue consagrada por el obispo Laguarda el 19 de septiembre de 1909.
Fue incendiada en 1936 hecho que hizo que fuera empleada como mercado público. En 1948 se inicia su reconstrucción, llevada a cabo por el arquitecto Nil Tusquets.